# Аль-Увайран, Саид
Саид аль-Овайран (араб. سعيد العويران‎; род. 19 августа 1967, Эр-Рияд) — саудовский футболист, полузащитник. Всю карьеру провёл в клубе «Аль-Шабаб» из Эр-Рияда. Выступал за сборную Саудовской Аравии, участник двух чемпионатов мира: 1994 и 1998 года. Футболист года в Азии 1994 года. По версии Международной федерации футбольной истории и статистики, занимает 6-е место в списке лучших футболистов XX века в Азии.

## Карьера

### Клубная
Профессиональную карьеру начал в 1988 году в клубе «Аль-Шабаб» из Эр-Рияда, в составе которого выступал вплоть до завершения карьеры игрока в 2001 году, трижды выиграв с командой за это время чемпионат Саудовской Аравии, трижды став обладателем Кубка наследного принца Саудовской Аравии, один раз Кубка Саудовской федерации футбола, один раз Кубка обладателей кубков Азии, дважды став победителем Арабской лиги чемпионов, дважды обладателем Арабского суперкубка и дважды Клубного кубка чемпионов Персидского залива.

### В сборной
В составе главной национальной сборной Саудовской Аравии выступал с 1991 по 1998 год, проведя за это время 50 матчей и забив 24 мяча в ворота соперников. Участник чемпионата мира 1994 года и чемпионата мира 1998 года. В 1996 году, вместе с командой, стал победителем Кубка Азии. Гол, забитый Саидом 29 июня 1994 года в ворота сборной Бельгии на ЧМ-94, не только вошёл в список лучших голов столетия, но и занял в нём высокое 6-е место. Именно благодаря этому голу болельщики прозвали Саида «Арабским Марадоной». Помимо этого, благодаря отличной игре на ЧМ-94, Саид был по праву признан лучшим футболистом Азии 1994 года.

## Достижения

### Командные
Обладатель Кубка Азии: (1)
- 1996

Финалист Кубка Азии: (1)
- 1992

Обладатель Кубка арабских наций: (1)
- 1998

Финалист Кубка арабских наций: (1)
- 1992

Обладатель Кубка наций Персидского залива: (1)
- 1994

Финалист Кубка наций Персидского залива: (1)
- 1998

Чемпион Саудовской Аравии: (3)
- 1990/91, 1991/92, 1992/93

Обладатель Кубка наследного принца Саудовской Аравии: (3)
- 1992/93, 1995/96, 1998/99

Обладатель Кубка Саудовской федерации футбола: (1)
- 1988/89

Обладатель Кубка обладателей кубков Азии: (1)
- 2001

Обладатель Арабского кубка чемпионов: (2)
- 1992, 1999

Обладатель Арабского суперкубка: (2)
- 1995, 2000

Обладатель Клубного кубка чемпионов Персидского залива: (2)
- 1993, 1994

Финалист Суперкубка Азии: (1)
- 2001

Финалист Арабского кубка обладателей кубков: (2)
- 1994/95, 1997/98

### Личные
- Футболист года в Азии: 1994
- Обладатель приза IFFHS лучшему бомбардиру мира в международных матчах: 1993[3]
- 6-е место в списке лучших футболистов XX века в Азии по версии IFFHS